# Georg Hackenschmidt
Georg Karl Julius Hackenschmidt (1 de agosto de 1877 — 19 de febrero de 1968) fue un  atleta de fuerza y uno de los primeros luchadores profesionales del siglo XX. Es famoso en la historia del deporte por su impresionante fuerza, atleticismo y flexibilidad, así como por sus tratados sobre cultura física, entrenamiento y filosofía.
Se reputa que Hackenschmidt fue quien creó la versión de la lucha profesional del bearhug o abrazo del oso, así como la persona que popularizó la sentadilla posterior, un peso muerto con los brazos detrás del cuerpo.

## Primeros años

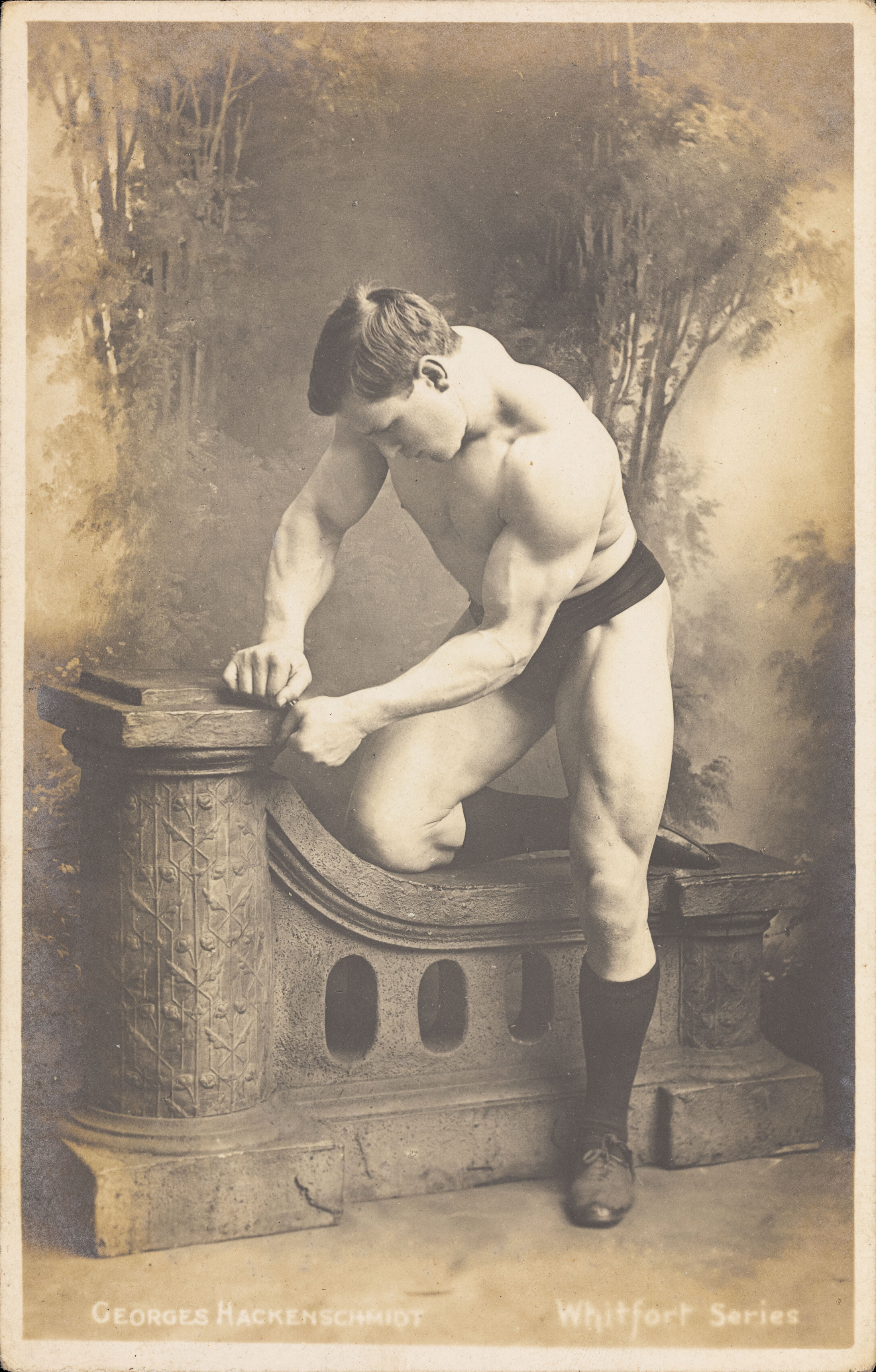
Postal de Georg Hackenschmidt posando como Prometeo

Georg Hackenschmidt nació en Tartu, Estonia, dentro de la pequeña pero pujante comunidad de Alemanes del Báltico. Desde su adolescencia Hackenschmidt desarrolló un especial interés en el desarrollo y acondicionamiento de su físico. Se destacaba en ciclismo, natación, carrera, levantamiento de pesas, salto y gimnasia. Sus logros de fortaleza física deslumbraban a sus maestros de enseñanza secundaria. Solía levantar caballos pequeños del suelo con solo sus manos.
En 1895 se graduó del colegio secundario y se empleó en una firma de ingeniería en Tallin. Se integró a un equipo de ciclismo de la ciudad y ganó varios eventos.
En 1896 el luchador Georg Lurich llegó en una gira y desafió a los locales a luchar con él. Hackenschmidt aceptó y aunque ofreció una fuerte resistencia, fue vencido. Sin embargo, ganaría su siguiente pelea ante otro famoso luchador, el alemán Fritz Konietzko.
En 1898 partió de Tallin y se instaló en San Petersburgo, uniéndose al equipo de ciclismo, si bien prontamente continuó practicando la lucha.

## Carrera
En 1898 Hackenschmidt venció al francés Paul Pons.
El 4 de septiembre de 1902 Hackenschmidt obtuvo el título de campeón europeo de peso pesado de Lucha Greco Romana al vencer al minero Tom Cannon en un combate realizado en Liverpool.
El 30 de enero de 1904 Hackenschmidt se enfrentó con el luchador francés Ahmed Madrali, venciéndolo en tan solo dos minutos de combate con un bearhug o abrazo del oso que provocó a Madrali una dislocación de hombro.
El 27 de enero de 1904 Gotch venció al estadounidense Tom Jenkins —quien era un obrero de la industria del acero— y se consagró campeón del Campeonato Americano de Peso pesado.
El 3 de abril de 1908 Hackenschmidt se enfrentó con el granjero estadounidense Frank Gotch, y en esta oportunidad fue Hackenschmidt quien fue vencido tras dos horas de un combate que pasó a formar parte de la leyenda.
Gotch lo derrotaría de nuevo en una revancha ante 30.000 espectadores en el Comiskey Park en Chicago. Este combate sería más polémico, sin embargo, ya que Hackenschmidt se encontraba lesionado de la rodilla derecha. El motivo de esta lesión es desconocido: Hackenschmidt dijo habérsela lesionado entrenando con Ben Roller, pero años después, el gran Ad Santel confesaría haber sido pagado por el equipo de Gotch para lesionar a George en un entrenamiento compartido antes del combate. Dado que Santel no es mencionado en ningún medio como compañero de gimnasio de Hackenschmidt, este asunto permanece envuelto en la polémica.
Luego de sufrir su segunda derrota a manos de Gotch, Hackenschmidt se preparó un combate con Stanislaus Zbyszko, pero un terrible dolor en la rodilla le hizo consultar con un médico, que le indicó que tendría que operarse la rodilla, y entonces Hackenschmidt decidió abandonar la lucha.

## Vida personal
Hackenschmidt se convirtió en ciudadano naturalizado francés en 1939, y luego se convirtió en un ciudadano británico en 1946.
Vivía con su esposa francesa Rachel en South Norwood en Londres.
Fue un gran amigo del famoso mago Harry Houdini y el dramaturgo George Bernard Shaw. A medida que envejecía, Hackenschmidt también expresó un gran respeto por su antiguo rival, Tom Jenkins, para entonces el entrenador de lucha en el ejército de Estados Unidos Academia de West Point. Hackenschmidt visitó Jenkins en 1939 y los dos se llevaban espléndidamente, Jenkins acomodó a Hackenschmidt en su casa y le dio un recorrido por las instalaciones de entrenamiento de West Point. En su sociedad de admiración mutua, nunca expresaron públicamente ningún crédito a Frank Gotch y Hackenschmidt pasó el resto de su vida quejándose de "tácticas sucias" de Gotch y su lesión en la rodilla lo que explica sus pérdidas inexplicables.

## Fallecimiento
Hackenschmidt fue hospitalizado en el Hospital St. Francis en Dulwich, un suburbio de Londres. Murió el 19 de febrero de 1968 a la edad de 90 años. Fue incinerado en West Norwood Cemetery, donde su placa conmemorativa le registra como George Hackenschmidt.

## En Lucha
- Movimientos finales
  - Bearhug - innovado

## Campeonatos y logros
- Lucha grecorromana
  - European Greco-Roman Heavyweight Championship (1 vez)